# 尾頭トンネル

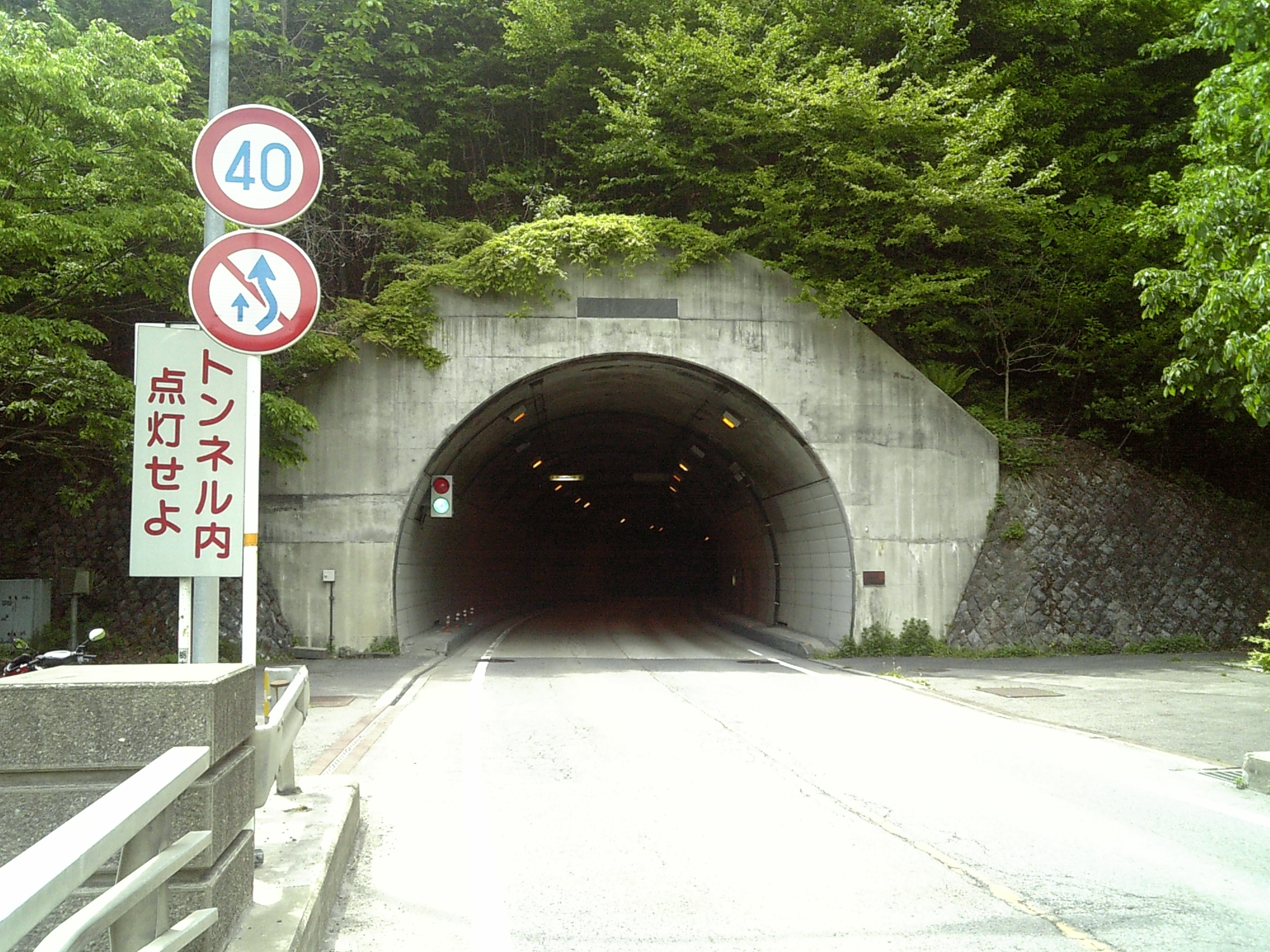
尾頭トンネル塩原側出入口

尾頭トンネル（おがしらトンネル）は、栃木県日光市と那須塩原市に跨る国道400号のトンネル。尾頭峠（標高1,142m）を貫く。
当トンネルの開通により、東北自動車道西那須野塩原インターチェンジから福島県南会津郡南会津町田島まで車で約1時間となり、南会津へのアクセス利便性が格段に向上した。宇都宮インターチェンジから国道119号 - 国道121号経由で田島まで行く場合に比べ、東北道西那須野塩原IC - 国道400号を利用の場合は、約40分の時間短縮が可能である。

## 建設の経緯

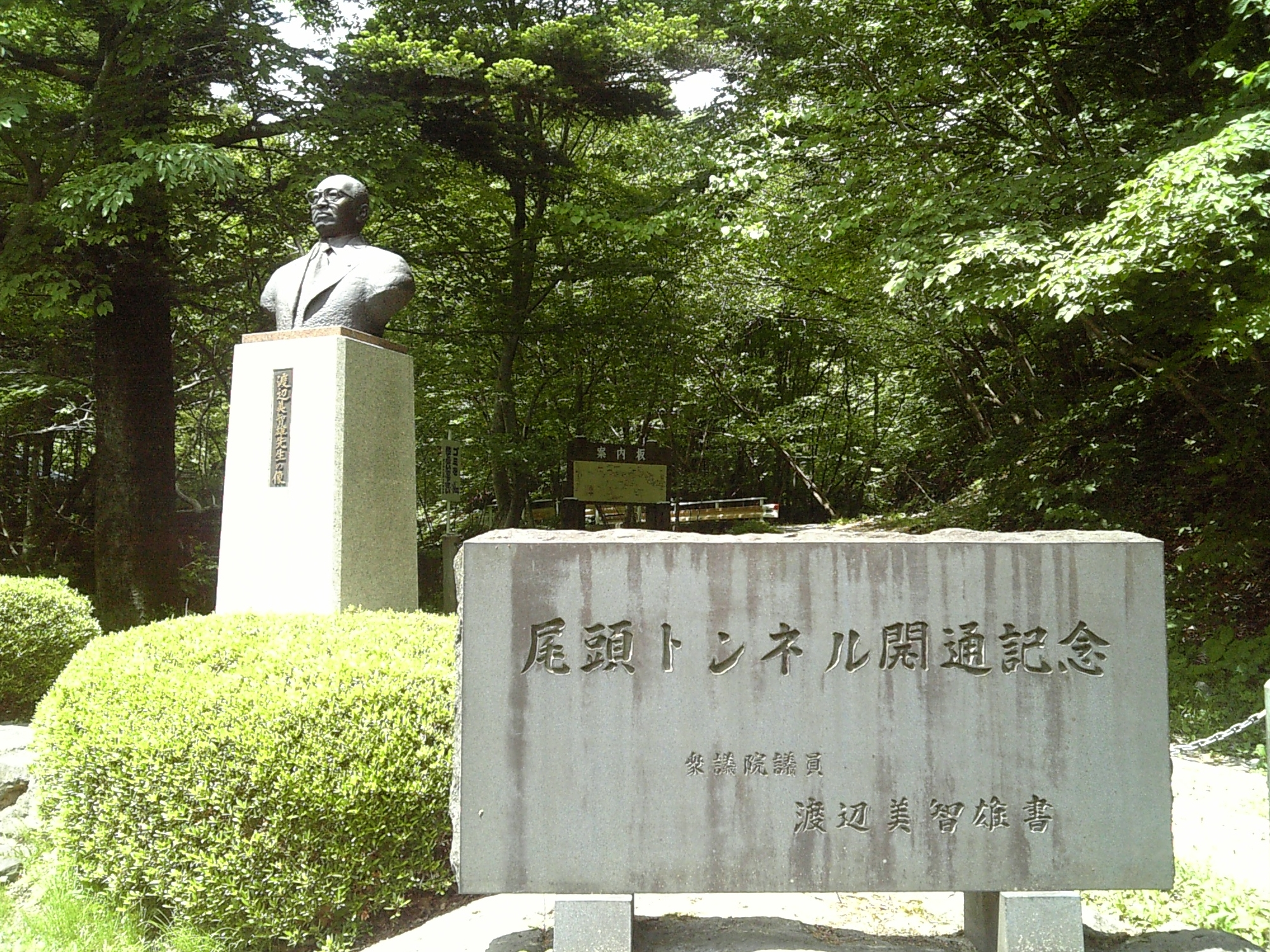
尾頭トンネル竣工を記念して建立された渡辺美智雄の胸像。塩原側出入口から東に1km、ヘアピンカーブの脇に設置されている。

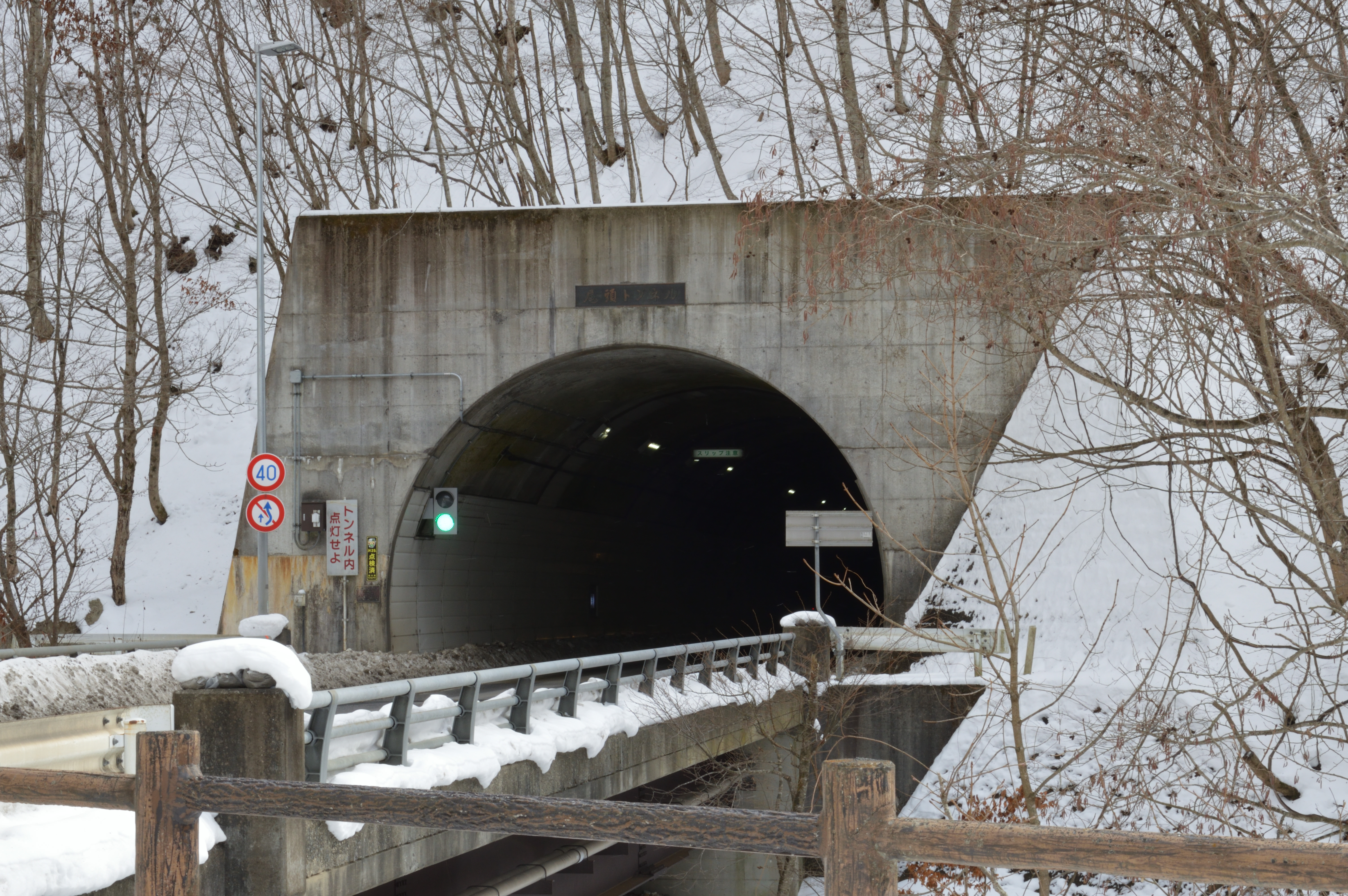
上三依側坑口（2019年撮影）

1880年代後半、栃木県令であった三島通庸の企画により、那須野が原から塩原を経て会津方面を結ぶ街道の建設が始まったものが発端であり、それ以後の建設により三依山の部分を残して道路は完成していた。残る三依山の部分については、1960年代には当時この付近で牧場を経営していた河野一郎が、1980年代には地元の政治家である渡辺美智雄がそれぞれトンネル建設を推し進めた結果、1988年10月に尾頭トンネルが竣工したことでこの街道は全通した。三島による街道建設の立案は、100年かけて「国道400号」という形で完成したことになる。

## 概要
- 全長 1,782m
- 全幅 --m
- 高さ --m
- 標高 820m
- 竣功 1988年（昭和63年）10月
- 施工